# Абсолютное событие
Абсолютное событие (англ. absolute event) – это уникальное, исключительное событие с максимально далекоидущими последствиями, которое кардинально меняет наше представление о мире и текущем миропорядке. Термин введён Ж.Бодрийяром в работе «Дух терроризма».

## Абсолютное событие по Ж.Бодрийяру
Абсолютное событие – это «мать» всех событий, событие в чистом виде, которое концентрирует в себе все другие события, которые никогда ещё не происходили .

## Характеристики
- Зрелищность (широко освещается в СМИ)
- Уникальность  (трудно помыслить)
- Непредсказуемость (происходит прежде, чем мы можем поверить в его реальность)
- Символичность (подчиняет себе все другие события)
- Необратимость (радикально изменяет ход истории, расстановку сил на мировой арене и парадигму нашего мышления)
- Требует тщательного и неспешного осмысления

## Роль СМИ
СМИ являются необходимым условием для появления абсолютного события . Причём они не просто сообщают о событии, освещают происходящее, но формируют его, создают визуальные образы. Влияя на то, как люди по всему миру воспринимают это событие, раскручивая его, СМИ в определённом смысле контролируют данное абсолютное событие.

## Пример абсолютного события
Ж.Бодрийяр ввёл данный термин прежде всего в связи с событиями 11 сентября 2001 года в Нью-Йорке. Теракт в самом сердце США стал событием, которое, с одной стороны, было невозможно помыслить и предсказать, но, с другой стороны, как отмечает Бодрийяр, все этого события ждали (например, было снято множество апокалиптических фильмов-боевиков) и в какой-то степени желали (так как все хотели бы стать свидетелями падения сверхдержавы).
Нападение террористов, или применение «абсолютного оружия зла», чётко обозначило «символическую угрозу» терроризма. Это привело к тому, что США, как и весь мир, были вынуждены поменять свои взгляды на самих себя и международную систему в целом. Штаты потеряли ощущение собственной неуязвимости, а ведь они считали, что остались единственным полюсом силы в однополярной системе после распада Советского Союза. В результате президент США Дж. Буш-мл. объявил «войну против терроризма», что ознаменовало начало целой новой эпохи.
Эта политика США привела к усугублению нестабильности и конфликтогенности не только на Ближнем Востоке, но и во всём мире; Штаты вошли в фазу почти не прекращающейся войны; наметился разлад в Западном мире. Также изменения произошли в экономическом плане: развитие получили различные технологии слежки, навигации, высокоточное оружие, инструменты для ведения бесконтактной войны и т.д. Поменялось массовое сознание людей: с принятием Патриотических актов в США американцы (а за ними и остальной мир) признали необходимость наделения государства большими полномочиями, т.е. дать ему возможность вмешиваться в частную жизнь граждан для их защиты и обеспечения безопасности.

### Критика
Однако, сам Бодрийяр писал о том, что события 11 сентября - это также и событие, которого не было (англ. non-event) . 9/11 – это прежде всего глобальное медийное событие. Ведь в день теракта никто точно не понимал, что произошло, но благодаря освещению в СМИ (с крупными планами, повторами, обсуждениями) был создан симулякр этого события.
Славой Жижек отмечал, что «следует отойти от стандартного прочтения, согласно которому взрывы Всемирного торгового центра были вторжением Реального, которое разрушило нашу иллюзорную Сферу» . По его мнению, напротив, наши иллюзии вошли в нашу реальность и разрушили её (т.е. уничтожили наши символические координаты, определяющие наше восприятие реальности).